# برايان وايتهاوس
برايان وايتهاوس (بالإنجليزية: Brian Whitehouse)‏ (8 سبتمبر 1935 بويست بروميتش في المملكة المتحدة - 16 يناير 2017) هو مدرب كرة قدم ولاعب كرة قدم بريطاني في مركز الهجوم. لعب مع تشارلتون أثلتيك وكريستال بالاس ونادي ريكسهام ونادي ليتون أورينت ونورويتش سيتي ووست بروميتش ألبيون ونادي تاموورث.

## وصلات خارجية
- برايان وايتهاوس على موقع قاعدة بيانات كرة القدم.إي يو (الإنجليزية)